# Stanislaus von Chlebowski

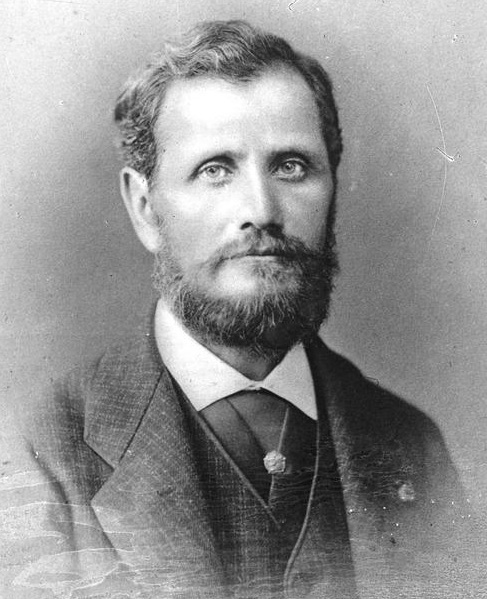
Stanislaus von Chlebowski (1879)

Stanislaus von Chlebowski (polnisch Stanisław Chlebowski; * 1835; † 1884) war ein polnischer Historienmaler und Hofmaler des Sultans Abdülaziz am osmanischen Hof. Seine Ausbildung erhielt er in Sankt Petersburg an der Russischen Kunstakademie. Er war 1862 für einige Zeit Schüler von Jean-Léon Gérôme. Ab 1864 lebte Chlebowski auf Einladung des Sultans für zwölf Jahre in Konstantinopel.

## Werke (Auswahl)

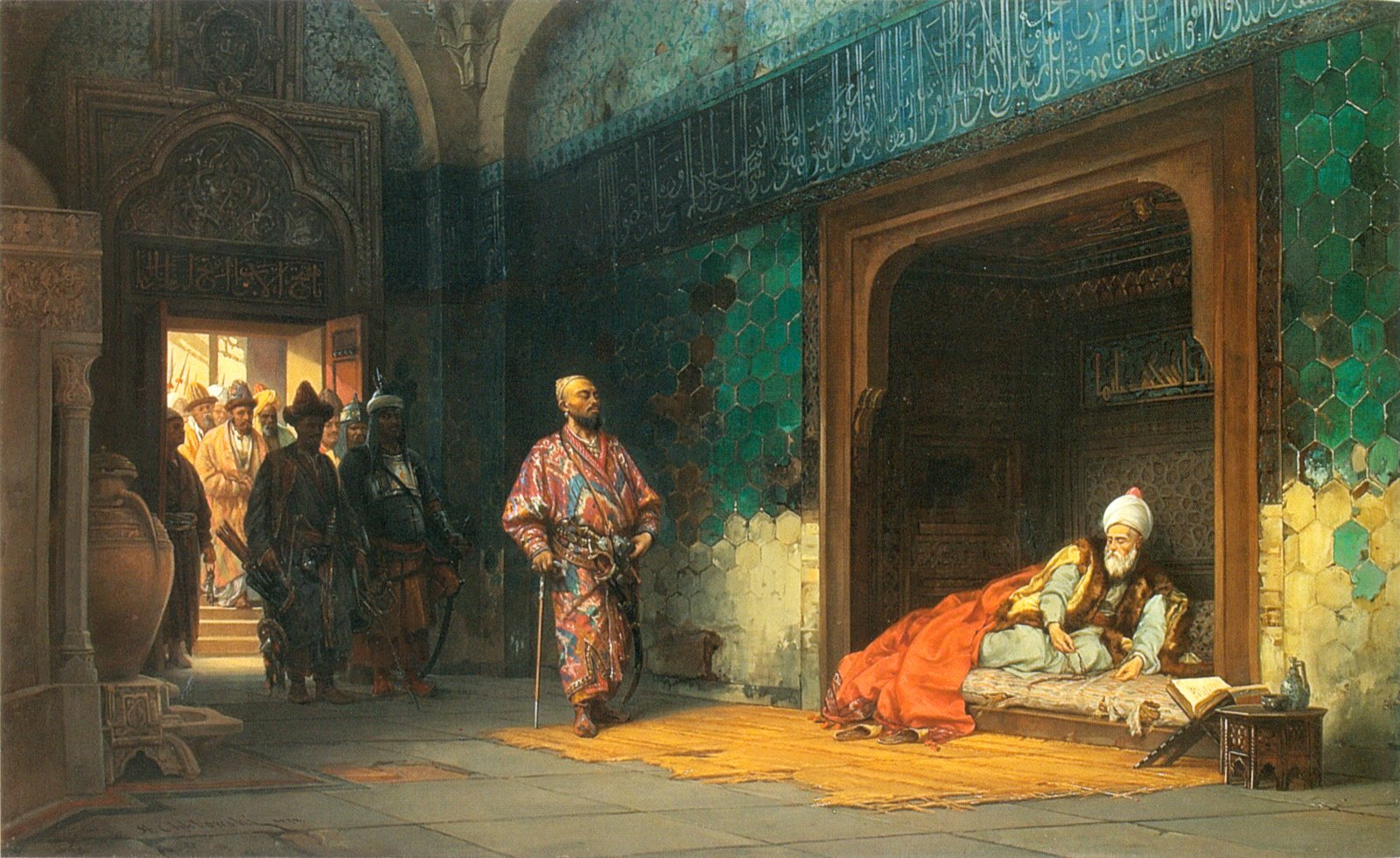
Sultan Bayezid I. in Gefangenschaft von Tamerlan, 1878
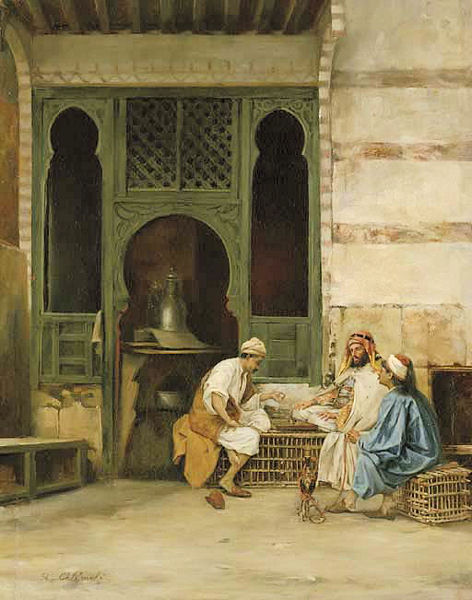
Schachspieler